# Podgorzałka madagaskarska
Podgorzałka madagaskarska (Aythya innotata) – gatunek ptaka z rodziny kaczkowatych (Anatidae). Ptak ten występuje endemicznie na Madagaskarze, krytycznie zagrożony wyginięciem. Ponownie odkryty w 2006 roku po piętnastu latach od poprzedniej obserwacji.

## Występowanie
Podgorzałka madagaskarska występuje endemicznie na Madagaskarze. Obecna populacja odkryta w 2006 roku ogranicza się do obszaru Banemavka w północno-zachodnim Madagaskarze. Ostatnia obserwacja sprzed 2006 roku miała miejsce w 1991 roku i dotyczyła obszaru wokół jeziora Alaotra (330 km na południe od Banemavka) i prawdopodobnie schwytany osobnik pochodził z populacji zasiedlającej Banemavka. Gatunek ten dawniej mógł być bardziej powszechny na płaskowyżu centralnego Madagaskaru.

## Systematyka

### Taksonomia
Gatunek po raz pierwszy opisany przez włoskiego ornitologa Tommaso Salvadoriego w 1894 roku pod nazwą Nyroca innotata. Opis ukazał się w czasopiśmie „Bulletin of the British Ornithologists’ Club”. Jako miejsce typowe autor wskazał Betsileo na Madagaskarze. Generalnie przeważa pogląd, że ptak ten najbliżej spokrewniony jest z podgorzałką australijską (A. australis), podgorzałką zielonogłową (A. baeri) i podgorzałką zwyczajną (A. nyroca). Takson monotypowy, nie wyróżniono podgatunków.

### Etymologia
Nazwa rodzajowa pochodzi od greckiego słowa αιθυια aithuia, używanego przez Arystotelesa, Hezychiusza i innych autorów na określenie niezidentyfikowanych współcześnie ptaków morskich. W obecnych czasach nazwa przypisywana różnym ptakom, w tym burzykom, kormoranom, kaczkom i alkom. Epitet gatunkowy pochodzi od łacińskiego słowa innotatus – „nadzwyczajny” (innotescere – „zaistnieć”).

## Morfologia
Długość ciała 45–56 cm, masa ciała jednego samca 685 g. Jedyny gatunek z rodzaju Aythya w regionie Madagaskaru. Brzuch koloru białego rozproszony w kierunku boków ciała. Samiec w szacie godowej jest ciemnobrązowy z białymi spodem, podczas gdy samica jest bardziej monotonnie ubarwiona, u obu płci paski skrzydłowe koloru białego. W szacie spoczynkowej samiec przypomina samicę, ale zachowuje białe tęczówki (u samic tęczówka jest zawsze ciemnobrązowa). Dziób szary z czarną wypustką rogową, nogi i stopy również szare. Przypomina podgorzałkę zwyczajną, ale jest większa i na skrzydłach w locie nie pojawiają się białe plamy. Samica ma okrąglejszą, ciemniejszą głowę niż samica podgorzałki zwyczajnej i brakuje jej małej, białej plamy na gardle. Osobniki młodociane podobne do samicy, ale mają bardziej matową, bledszą głowę i ciało. Przypominają osobniki młodociane innych blisko spokrewnionych gatunków, ale mają ciemniejsze szkaplerze i płaszcz. U młodego samca tęczówki szybko nabierają szarej barwy i stają się białe w ciągu pierwszego roku.

### Głos
Porównywany do głosów wydawanych przez głowienkę preriową (A. americana), ale żadne konkretne dane nie zostały opublikowane.

## Ekologia

### Siedlisko i pokarm
Gatunek najprawdopodobniej osiadły, o ograniczonym zasięgu, ponieważ nie odnotowano zapisów z innych obszarów niż ich siedliska. Podgorzałka madagaskarska pierwotnie zamieszkiwała słodkowodne jeziora, stawy i bagna z obszarami otwartej wody oraz licznymi wysepkami o gęstej roślinności, zwłaszcza bogatych w lilie wodne. Jezioro Alaotra składa się z rozległych trzcinowisk i terenów podmokłych, ale odkryta w 2006 populacja zamieszkuje wulkaniczne jezioro Matsaborimena, z dosyć ubogą roślinnością.
Skład pokarmu podgorzałki madagaskarskiej jest słabo poznany; badanie próbek kału i analizy izotopów trwałych, zawartych w piórach i w potencjalnej zdobyczy, sugerują, że na dietę dorosłych osobników składają się prawie całkowicie owady, głównie chruściki (Trichoptera). Przypuszczalnie pokarm zdobywa głównie podczas nurkowania w płytkich wodach, zwykle trwa to około 1-2 minut (u młodych ptaków czas nurkowania jest krótszy). Zazwyczaj występuje pojedynczo, w parach lub trójkach. Przeważa opinia, że nie łączy się w stada z innymi kaczkami, chociaż podczas pewnej obserwacji zauważono samca przebywającego wraz z drzewicą białolicą (Dendrocygna viduata), srebrzanką czerwonodziobą (Anas erythrorhyncha), kaczką madagaskarską (Anas melleri) i perkozkiem białosmugim (Tachybaptus pelzelnii).

### Rozród
Rozród słabo poznany. Sezon rozrodczy od lipca do stycznia, młode obserwowane w grudniu u pojedynczych par. Gniazdo zbudowane jest z materiału roślinnego, pokryte puchem, wbudowane w kępę roślinności z rodziny ciborowatych (Cyperaceae) 10–20 cm nad powierzchnią wody. Samica składa od 6 do 10 płowo-białych jaj, o rozmiarze 55 mm x 40 mm. Okres inkubacji w niewoli trwał 26–28 dni, wysiadywała tylko samica. Upierzenie piskląt jest ciemnobrązowe od spodu w górę, żółtawe na dolnych częściach i twarzy. Sukces wysiedzeń (76% w latach 2007–2008) i wylęgu (89% w latach 2007–2008) nad jeziorem Matsaborimena jest porównywalny do innych gatunków z rodzaju Aythya, natomiast sukces pierzenia młodych (4% w latach 2011–2012) jest bardzo niski. Przyczyną dużej śmiertelności młodych przypadającej od 14 do 21 dnia życia jest najwyraźniej głód.

## Status i ochrona
Decyzją Międzynarodowej Unii Ochrony Przyrody gatunek ten został zaliczony do kategorii CR (ang. Critically Endangered, krytycznie zagrożony wyginięciem). Jeszcze w 1930 roku liczebność populacji tego ptaka szacowano na stosunkową liczną, gwałtowny spadek nastąpił w latach 1950–1960. Aż do 1991 roku jedynym pewnym zapisem była obserwacja z 1960 roku. Przyczyny spadku upatrywano w odłowach, polowaniu, przekształcaniu siedlisk tych ptaków w pola ryżowe oraz wprowadzeniu egzotycznych ryb, początkowo w latach 1955–1960 tilapii mozambijskiej (Oreochromis mossambicus), tilapii nilowej (Oreochromis niloticus), Oreochromis macrochir, Tilapia rendalli i Tilapia melanopleura, a następnie w 1961 roku bassa wielkogębowego (Micropterus salmoides) i około 1980 roku żmijogłowa paskowanego (Channa striata), które zmniejszyły florę wodną, rywalizowały o pokarm oraz bezpośrednio atakowały ptactwo wodne. Dopiero w sierpniu 1991 roku schwytano jednego samca, lecz dalsze intensywne poszukiwania nie przyniosły rezultatów. Schwytany samiec został przewieziony do ogrodu zoologicznego, gdzie padł w 1992 roku. Jednak w 2006 roku 330 km na północ od jeziora Alaotra, odnaleziono stado podgorzałek madagaskarskich składające się z 5 samców, 4 samic i 4 młodych. W 2012 roku populacja z jeziora Matsaborimena liczyła 21 osobników, 13 samców i 9 samic.